# José Cevallos Enríquez
José Francisco Cevallos Enríquez, né le 18 janvier 1995 à Guayaquil en Équateur, est un footballeur international équatorien. Il évolue actuellement au CS Emelec au poste de milieu défensif. Il est le fils de l'ancien gardien de but José Cevallos.

## Biographie

### En club
José Francisco Cevallos naît au début de l'année 1995 dans la plus grande ville d'Equateur dans une famille de footballeurs. Il commence à jouer au football en 2004 avec le Panamá SC. Après 2 année passée au Panamá SC, il rejoint le Barcelona de Guayaquil qu'il quittera également après 2 ans pour aller vers le LDU Quito.
Il fait ses premiers pas professionnel avec le LDU Quito en 2011 à l'âge de 16 ans en Copa Libertadores contre le CA Vélez.
En janvier 2013, il signe avec la Juventus sous forme de prêt avec option d'achat. Il ne jouera cependant aucun matchs avec les Bianconeri.
Fin janvier 2018, il signe avec le club belge du KSC Lokeren pour une durée de 4 ans.

### En équipe nationale
Avec les moins de 17 ans, il participe à la Coupe du monde des moins de 17 ans en 2011. Lors du mondial junior, il joue quatre matchs. Il inscrit deux buts, contre le Panama et le Burkina Faso. Il délivre également deux passes décisives, contre l'Allemagne et le Burkina Faso. L'Équateur s'incline en huitièmes de finale face au Brésil.
Avec les moins de 20 ans, il participe au championnat sud-américain des moins de 20 ans en 2015. Lors de cette compétition, il inscrit deux doublés, contre l'Argentine, et la Bolivie. Il délivre également une passe décisive contre le Paraguay.
Il joue son premier match en équipe d'Équateur le 22 février 2017, en amical contre le Honduras. Il marque un but à cette occasion, pour une victoire 3-1.